# North Stann Creek
North Stann Creek är ett vattendrag i Belize.   Det ligger i distriktet Stann Creek, i den sydöstra delen av landet, 70 km sydost om huvudstaden Belmopan.